# Bahalkeh-ye Dāshlī
Bahalkeh-ye Dāshlī (persiska: بهلكه داشلی) är en ort i Iran.   Den ligger i provinsen Golestan, i den norra delen av landet, 300 km öster om huvudstaden Teheran. Bahalkeh-ye Dāshlī ligger 26 meter över havet och antalet invånare är 921.
Terrängen runt Bahalkeh-ye Dāshlī är platt. Runt Bahalkeh-ye Dāshlī är det ganska tätbefolkat, med 65 invånare per kvadratkilometer. Närmaste större samhälle är ‘Alīābād-e Katūl, 17,4 km söder om Bahalkeh-ye Dāshlī. Trakten runt Bahalkeh-ye Dāshlī består till största delen av jordbruksmark.